# Symmons Plains Raceway

Bankarta.

Symmons Plains Raceway är en racerbana 30 kilometer utanför Launceston, Tasmanien, Australien. Banan är 2,41 kilometer lång och används främst till V8 Supercar.

## Historia
Symmons Plains öppnades 1960 och användes från och med 1969 till standardvagnsracing, då den blev Tasmaniens ledande racerbana, efter stängingen av Longfordbanan. Symmons Plains är för smal för att anordna internationella tävlingar, och även i V8 Supercar är den mycket svår att köra om på, vilket ofta leder till processioner. Layouten är dock enkel, och publiken kan se hela banan, vilket gör den till en favoritbana för många[källa behövs].